# Institut national de recherche amazonienne
L'Institut national de recherche amazonienne,, (portugais : Instituto Nacional de Pesquisas da Amazônia), abrégé INPA, est un institut public de l'administration fédérale brésilienne créé en 1952, lié au ministère de la Science, de la Technologie et de l'Innovation (pt). Ses objectifs sont de rechercher et de fournir des connaissances scientifiques sur la région amazonienne. Le siège de l'INPA est situé dans la ville de Manaus et accueille environ 120 000 personnes par an.
La plupart des recherches portent sur les thèmes de l'écologie, de la zoologie et de la botanique. 
L'herbier de l'INPA possède la plus grande collection de plantes d'Amazonie et est le cinquième plus grand herbier brésilien. Il compte plus de 237 000 spécimens enregistrés, une collection de plus de 25 000 phototypes, en plus des collections associées : Carpoteca (2500 fruits) et Xiloteca (10 445 échantillons de bois). Cette collection est en cours de numérisation, et plus de 450 000 images sont désormais disponibles en ligne, avec leurs données respectives.
Certains projets développés à l'INPA se démarquent, comme le Projet Biosphère-Atmosphère en Amazonie (LBA), le Programme de Recherche sur la Biodiversité (PPBio), le Projet de Dynamique Biologique des Fragments Forestiers (PDBFF) et sept Projets du Réseau des Instituts Nationaux de Science et Technologie. – INCT.

## Historique
Créé le 29 octobre 1952 et mis en œuvre en 1954, l'INPA réalise au fil des années des études scientifiques sur l'environnement physique et les conditions de vie de la région amazonienne pour promouvoir le bien-être humain et le développement socio-économique régional. Il est devenu une référence mondiale en biologie tropicale.
Les premières années de l'INPA sont marquées par des recherches, des enquêtes et des inventaires de la faune et de la flore. Actuellement, le défi consiste à étendre durablement l’utilisation des ressources naturelles en Amazonie. 

## Forêt scientifique
Dans le cadre du 40e anniversaire de l'INPA, la Forêt scientifique (Bosque da Ciência) est inaugurée le 1er avril 1995 par le président Fernando Henrique Cardoso afin d'ouvrir les portes de l'INPA au public.
La forêt a été conçue et structurée pour encourager et promouvoir le développement du programme de diffusion scientifique et d'éducation environnementale de l'INPA, tout en maintenant l'intégrité physique de la zone, en préservant les aspects de la flore et de la faune existant sur le site. 
La forêt a une superficie d'environ 130 000 m² et possède des sentiers d'accès aux points d'intérêts qui composent le site, permettant aux visiteurs d'obtenir plus d'informations sur la faune, la flore et les écosystèmes amazoniens existants. 